# Réserve naturelle de Lozon
La réserve naturelle de Lozon est une réserve naturelle régionale créée en 1993 et située en Vallée d'Aoste.

## Territoire
La réserve a pour but de protéger la zone humide du lac de Lozon, parfois dénommé également étang de Loson, sur la commune de Verrayes. Elle s'étend sur un territoire de 4 hectares.
Caractérisée par une large tourbière centrale, elle a reçu la dénomination de site d'intérêt communautaire. Elle représente ce qui reste de l'un des rares exemples de lac d'origine glaciaire en Vallée d'Aoste.
Plusieurs espèces rares y sont présentes.

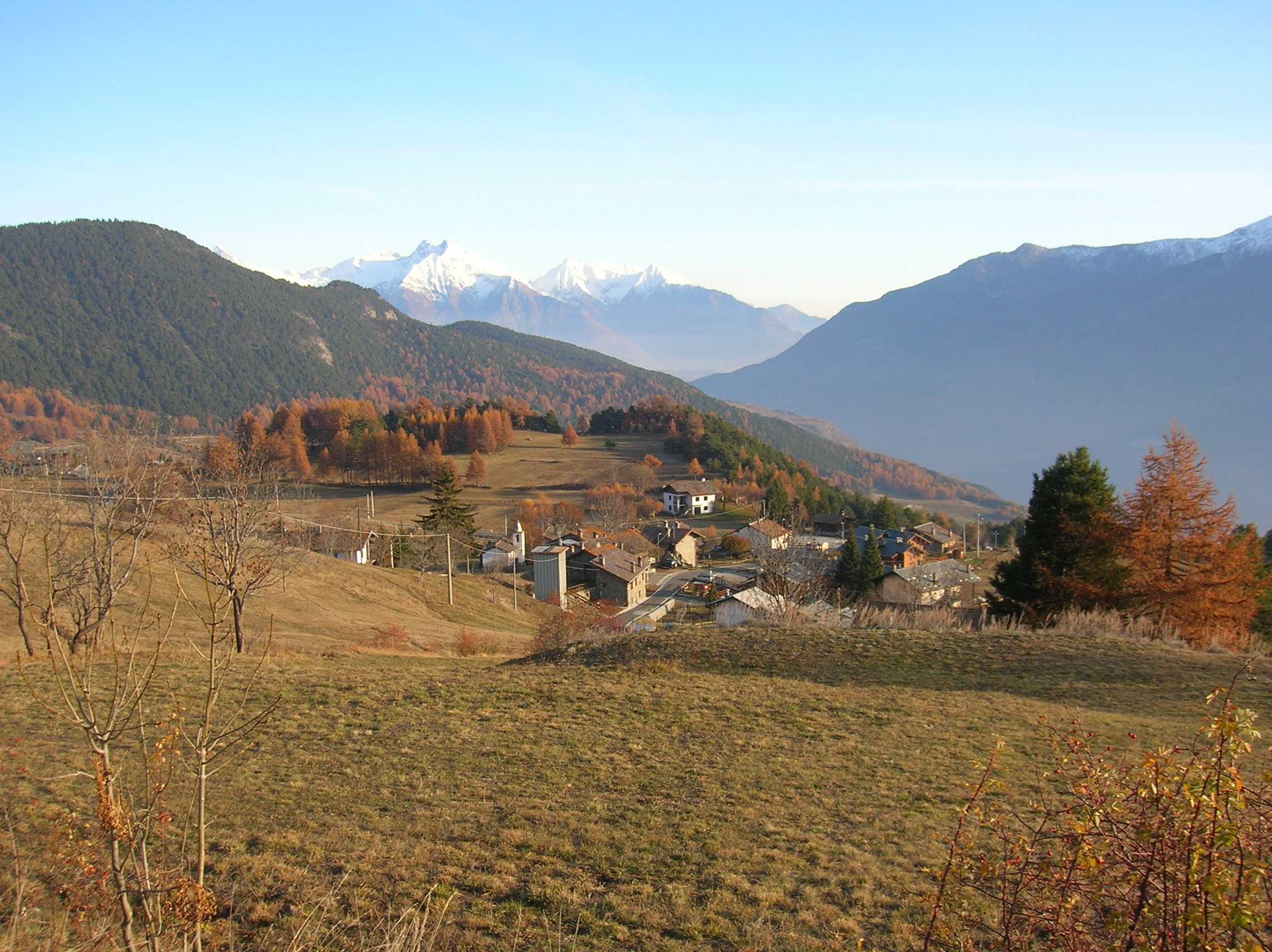

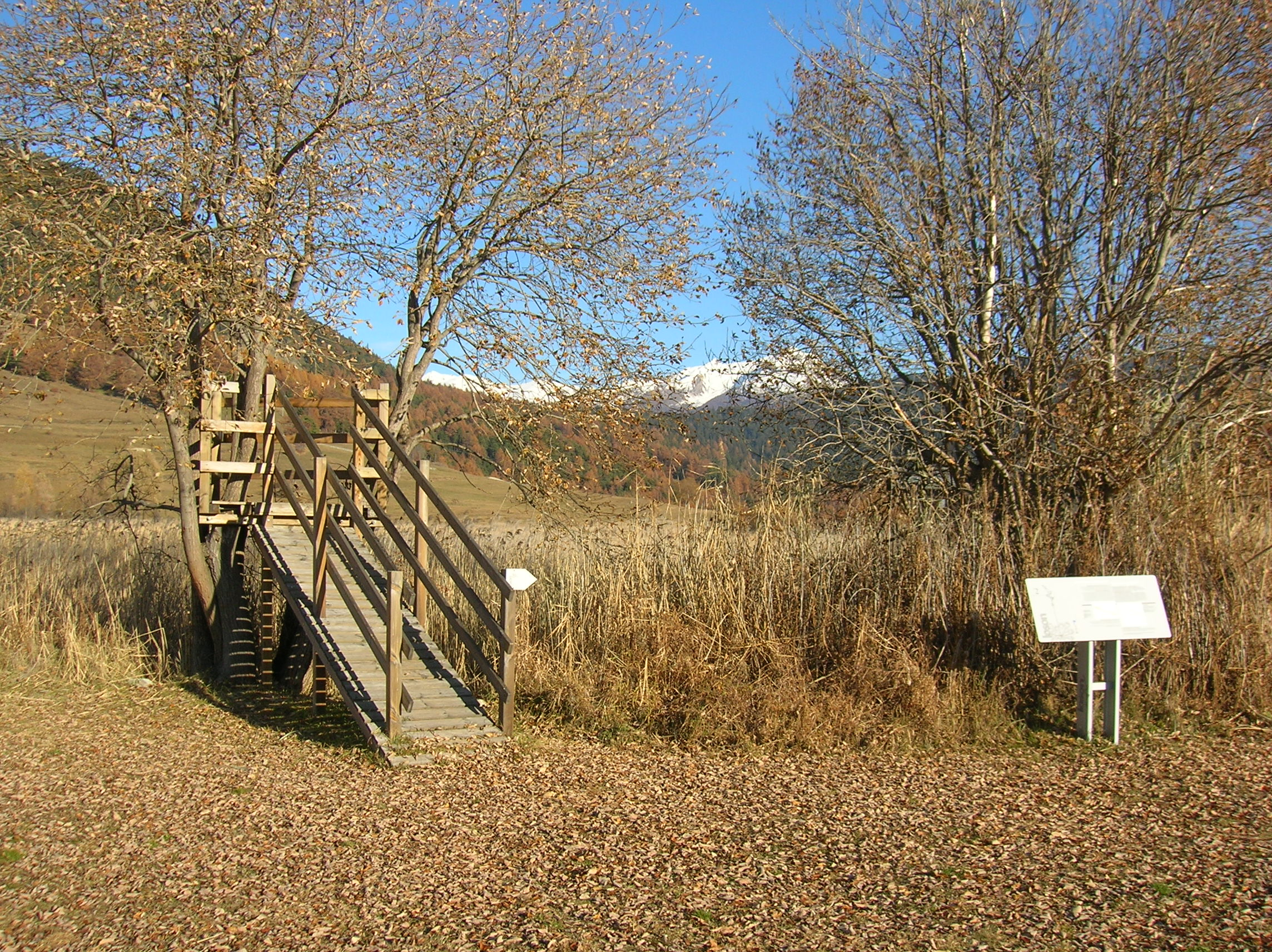

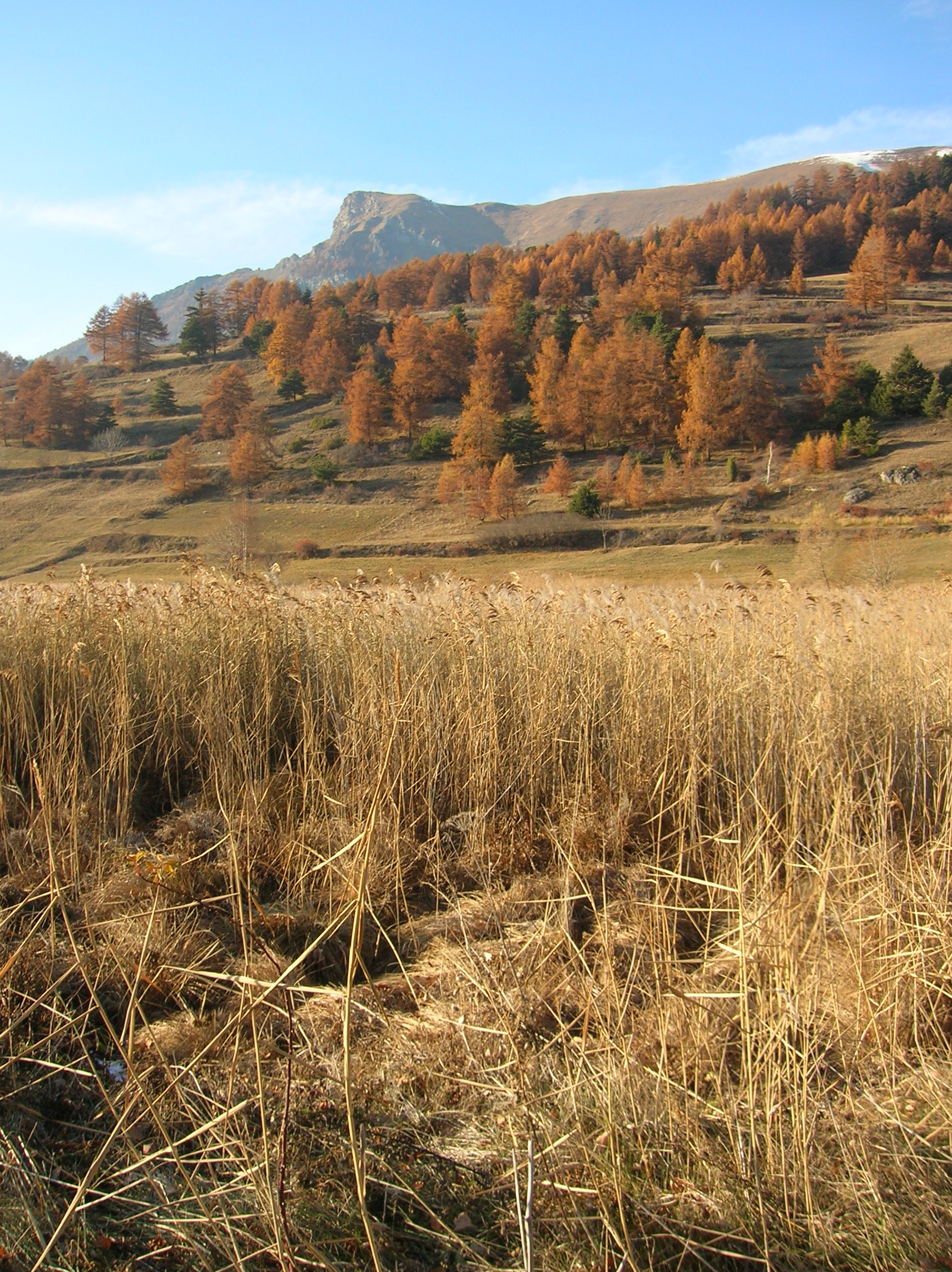